# Museu d'Art Contemporani d'Aguascalientes
El Museu d'Art Contemporani d'Aguascalientes o Museu d'Art Contemporani no. 8 és un recinte museogràfic al municipi d'Aguascalientes (Estat d'Aguascalientes). Situat inicialment en el número 222 del carrer Juan de Montoro, se situa des de 1998 en un magatzem antic conegut popularment com El número Ocho. Conté una col·lecció àmplia procedent de fons donats i adquirits d'art contemporani preservats per l'Instituto Cultural de Aguascalientes.
L'edifici on es localitza el museu és obra de Refugio Reyes Rivas i Samuel Chávez, fet amb pedrera rosa i de portada aixamfranada. El museu està allotjat en aquesta edificació des de 1998, quan va ser allotjat en el la mostra de la Trobada d'Art Jove.